# Пальчатокоренник Фукса
Пальчатокоре́нник Фу́кса, или Пальцеко́рник Фукса, или Пальчатоко́рник Фукса, или Ятры́шник Фукса (лат. Dactylorhīza fūchsii) — многолетнее травянистое растение; вид рода Пальчатокоренник (Dactylorhiza) семейства Орхидные (Orchidaceae). Видовое название дано в честь немецкого ботаника Леонарта Фукса (1501—1566).

## Ботаническое описание

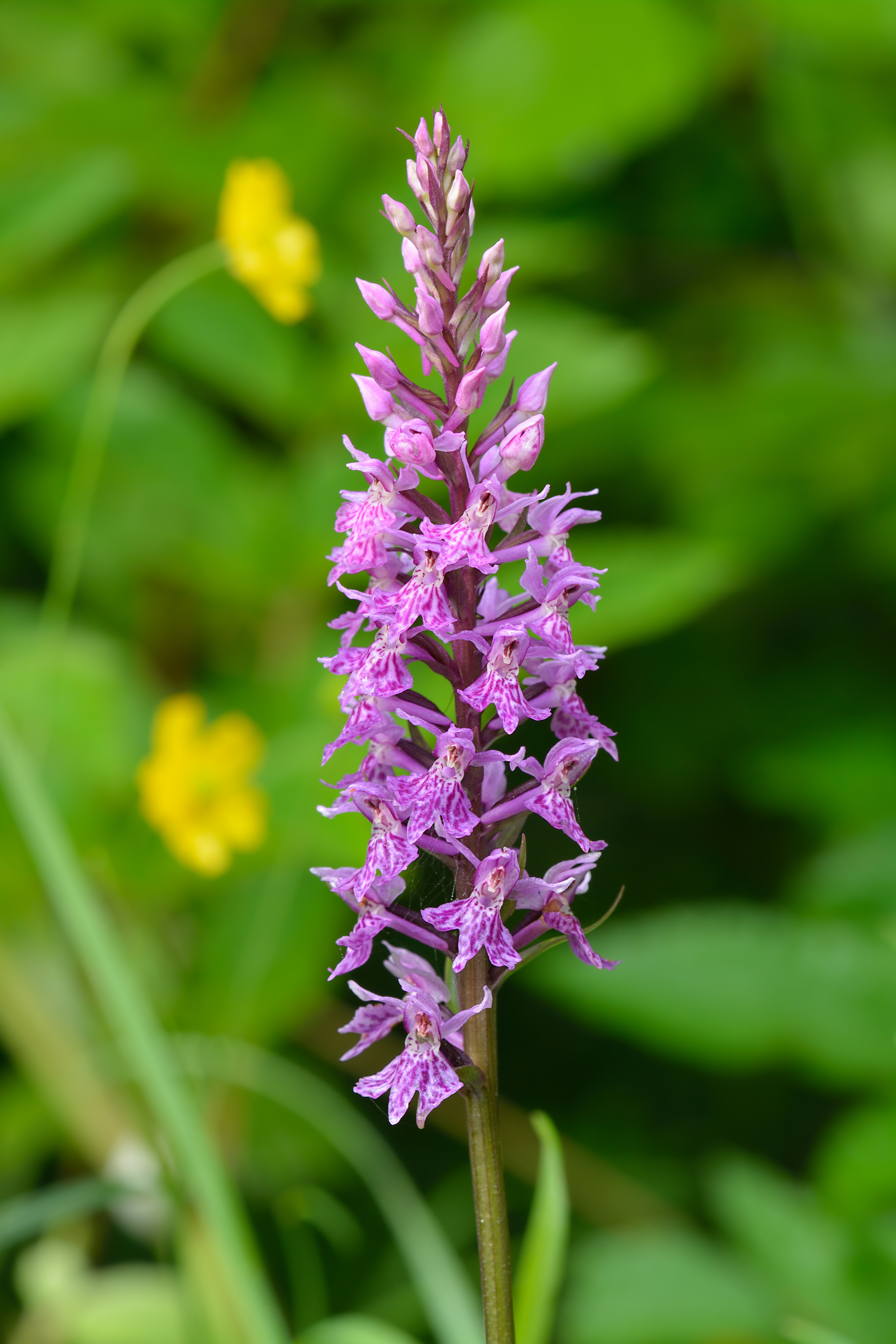
Цветущее растение

Многолетнее травянистое растение со сжатым глубоко-пальчатораздельным или пальчатолопастным клубнем, 1,1—1,4 см длиной, 2—2,4 см шириной и вытянутыми корневидными окончаниями до 12 см длиной, клубней обычно два (до четырёх). Придаточные корни — в числе пяти — семи, 6—10 см длиной.
Стебель 20—70 см высотой, плотный. Листьев обычно четыре — шесть, нижний лист широколанцетный, до обратнояйцевидного, чаще с закруглённой верхушкой, с максимальной шириной выше середины листа, 14—20 см длиной, 2—4 см шириной. Остальные листья — продолговато-ланцетные, туповато-заострённые, достигающие основания соцветия. Пятна на листьях продолговатые, вытянутые поперёк листа, иногда отсутствуют.
Прицветники линейно-ланцетные, 6—12 мм длиной, редко чуть больше цветков. Соцветие густое, удлинённое, коническое, от 6—10 до 14 см. Цветки лилово-розовые. Средний наружный листочек (6—8 мм), чуть длиннее боковых, с которыми образует шлем. Губа бледно-окрашенная, с более или менее резко обозначенным фиолетовым рисунком из сливающихся пятнышек, образующих прерывистые толстые линии, округло-ромбическая, глубоко-трёхраздельная, срединная лопасть нередко превышает боковые, 3—5 мм длиной. Шпорец цилиндрический, прямой, длиной 6—8 мм, немного короче завязи. Цветёт в июне (начале июля). Зацветает на 8—11-й год.
Плод — коробочка.

## Химический состав
Листья — флавоноиды: кемпферол, кверцетин. Цветки  — антоцианы: хризантемин, цианин, серанин, офрисанин, серапианин, орхицианин I, орхицианин II.

## Распространение и местообитание
Евро-западносибирский вид, встречающийся в пределах всей лесной зоны европейской части России, от юга Карелии до Волжско-Донского района, в азиатской части встречается в Западной и Восточной Сибири. Также отмечается на Украине, в Западной Европе (кроме юга), Казахстане и Северной Монголии
Лимитирующие факторы — нарушение гидрологического режима местообитаний при мелиоративных работах, намывание песка, строительство, выпас скота и сенокошение до цветения и завязывания плодов, сбор цветов.

## Охранный статус

### В России
В России вид входит в Красные книги таких регионов как:
Белгородская, Брянская, Волгоградская, Воронежская, Калужская, Кемеровская, Липецкая, Омская, Оренбургская, Орловская, Пензенская, Самарская, Саратовская, Свердловская, Смоленская, Ульяновская и Ярославская области, а также республик Алтай, Башкортостан, Коми, Татарстан, Саха (Якутия), Хакасия, Чувашия. Растёт на территории нескольких особо охраняемых природных территорий России.

### На территории Украины
Входит в Красную книгу Украины, охраняется в Карпатском биосферном заповеднике, «Полесский», «Расточье», «Горганы» природоохранных объектах, Шацком, «Синевир», «Вижницкий», «Деснянско-Старогутский», Ужанском национальных парках, заказниках общегосударственного значения «Плотница» (Житомирская область) и «Лесники» (Киевская область).

## В культуре
В условиях Москвы и Тверской области (Андреапольский район) вид цвёл и завязывал семена практически ежегодно.

## Синонимы[10]
- Dactylorchis fuchsii  (Druce) Verm.
- Dactylorchis fuchsii subsp. hebridensis  (Wilmott) Hesl.-Harr. f.
- Dactylorchis fuchsii var. meyeri  (Rchb. f.) Verm.
- Dactylorchis maculata subsp. hebridensis  (Wilmott) Verm.
- Dactylorhiza fuchsii subsp. hebridensis  (Wilmott) Soó
- Dactylorhiza fuchsii var. meyeri  (Rchb. f.) Soó
- Dactylorhiza hebridensis  (Wilmott) Aver.
- Dactylorhiza longebracteata  (F.W. Schmidt) Holub
- Dactylorhiza maculata subsp. fuchsii  (Druce) Hyl.
- Dactylorhiza maculata subsp. meyeri  (Rchb. f.) Tournay
- Dactylorhiza meyeri  (Rchb. f.) Aver.
- Orchis fuchsii  Druce
- Orchis fuchsii subsp. hebridensis  (Wilmott) A.R. Clapham
- Orchis hebridensis  Wilmott
- Orchis maculata subsp. fuchsii  (Druce) Jorg.
- Orchis maculata subsp. meyeri  (Rchb. f.) E.G. Camus & A. Camus
- Orchis maculata subsp. meyeri  (Rchb. f.) K. Richt.
- Orchis maculata var. meyeri  Rchb. f.